# Markt (Roermond)
De Markt is een plein in de binnenstad van de Nederlandse stad Roermond. Deze loopt vanaf de Marktstraat en de Luifelstraat tot aan de Varkensmarkt, Swalmerstraat en de Kraanpoort, die hier alle op uitkomen.
Aan deze Markt bevinden zich diverse monumentale panden alsook de Sint-Christoffelkathedraal en het stadhuis van Roermond, beide eveneens monumentaal. Op de Markt vinden verschillende evenementen plaats, zoals het jaarlijkse Taptoe Midden-Limburg en bevrijdingsfestivals, maar ook de gewone wekelijkse markt is hier te vinden op de woensdag en zaterdag.

## IRA
Op 27 mei 1990 kwamen bij een aanslag door de IRA op de Markt twee Australische toeristen om het leven, die voor Britse soldaten waren aangezien. De vermoedelijke daders werden later aangehouden maar in hoger beroep vrijgesproken.

## Fotogalerij

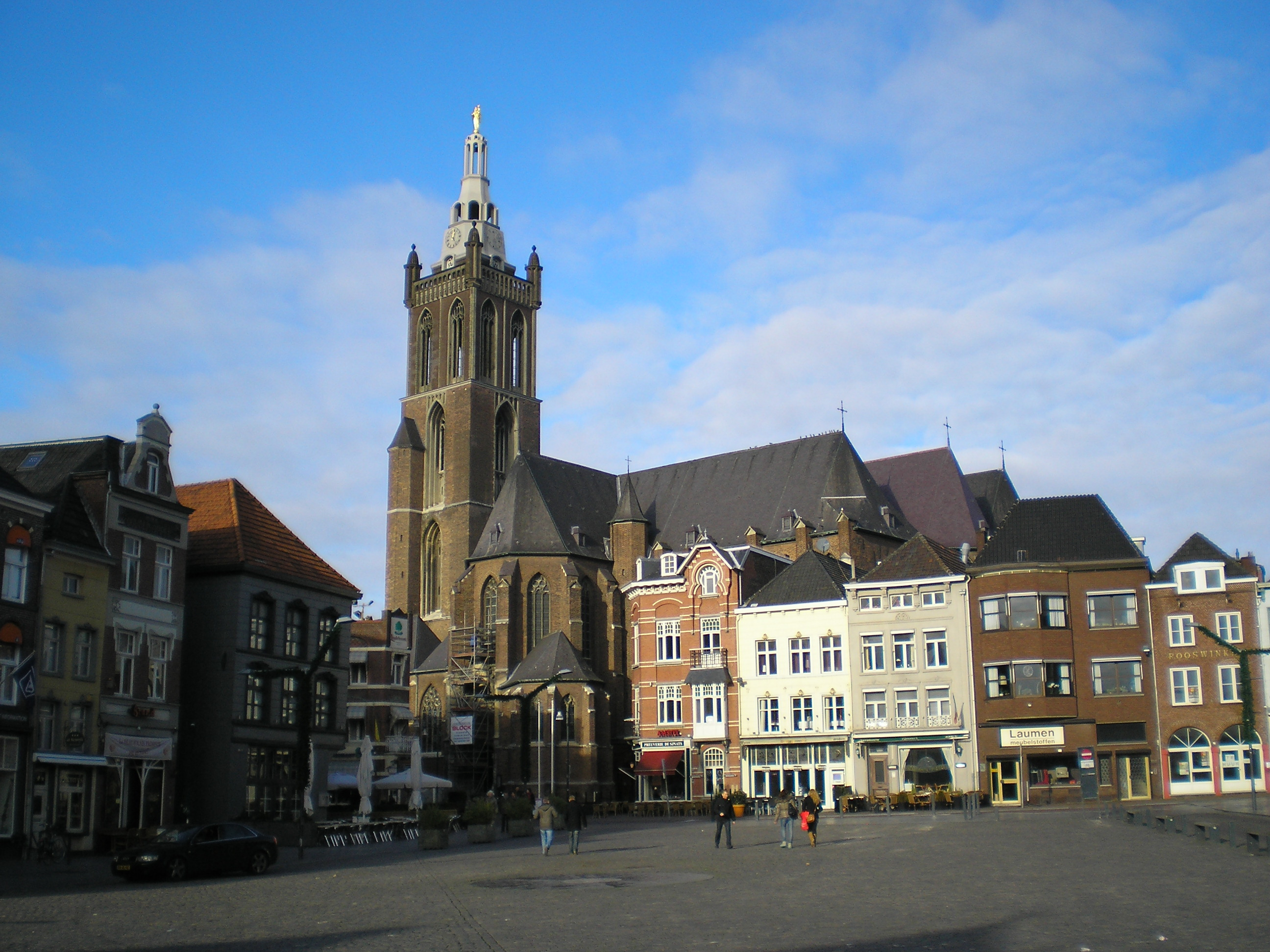
Sint-Christoffelkathedraal aan de Markt te Roermond (monumentaal)
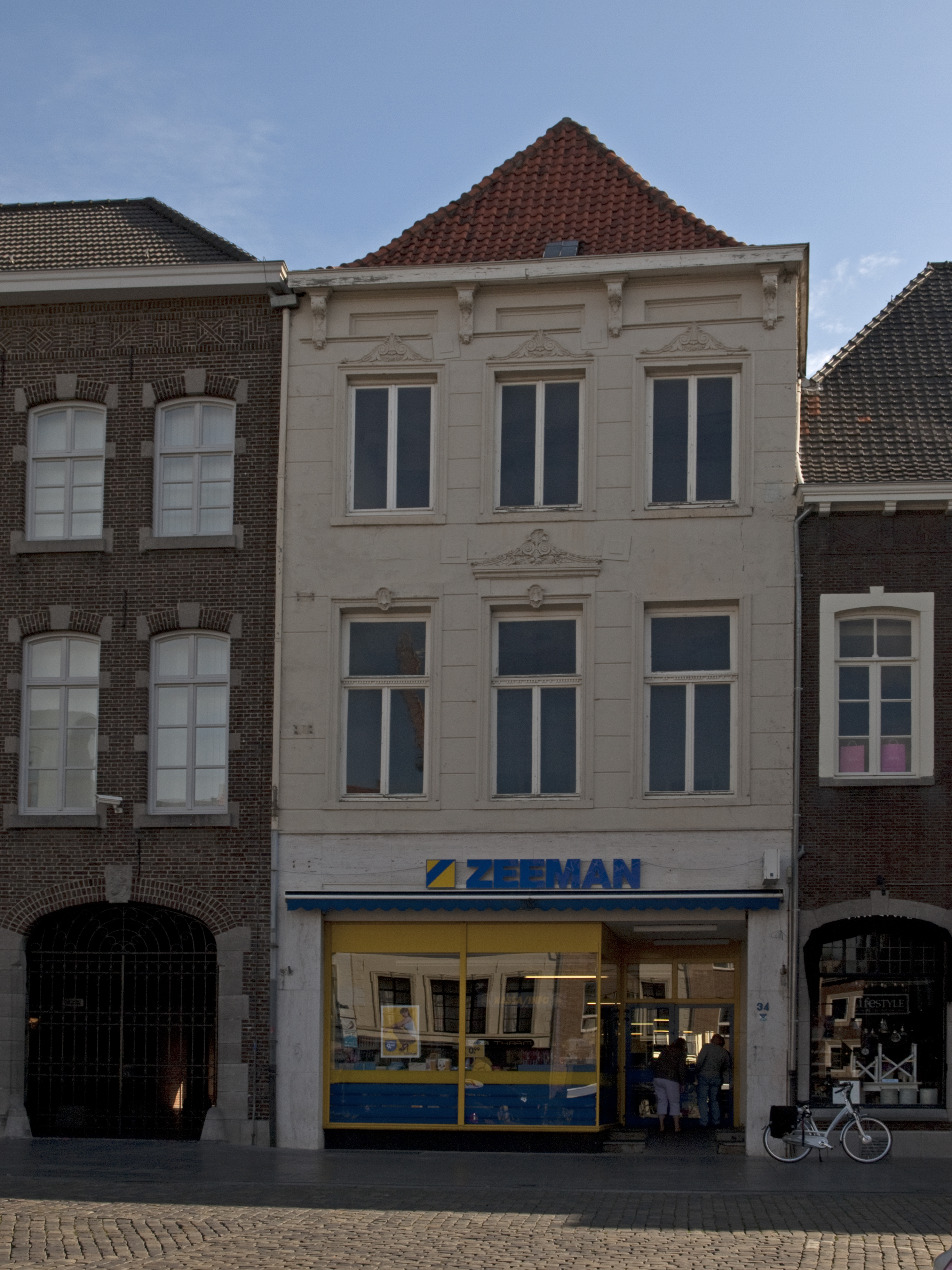
Markt 34 te Roermond (monumentaal)
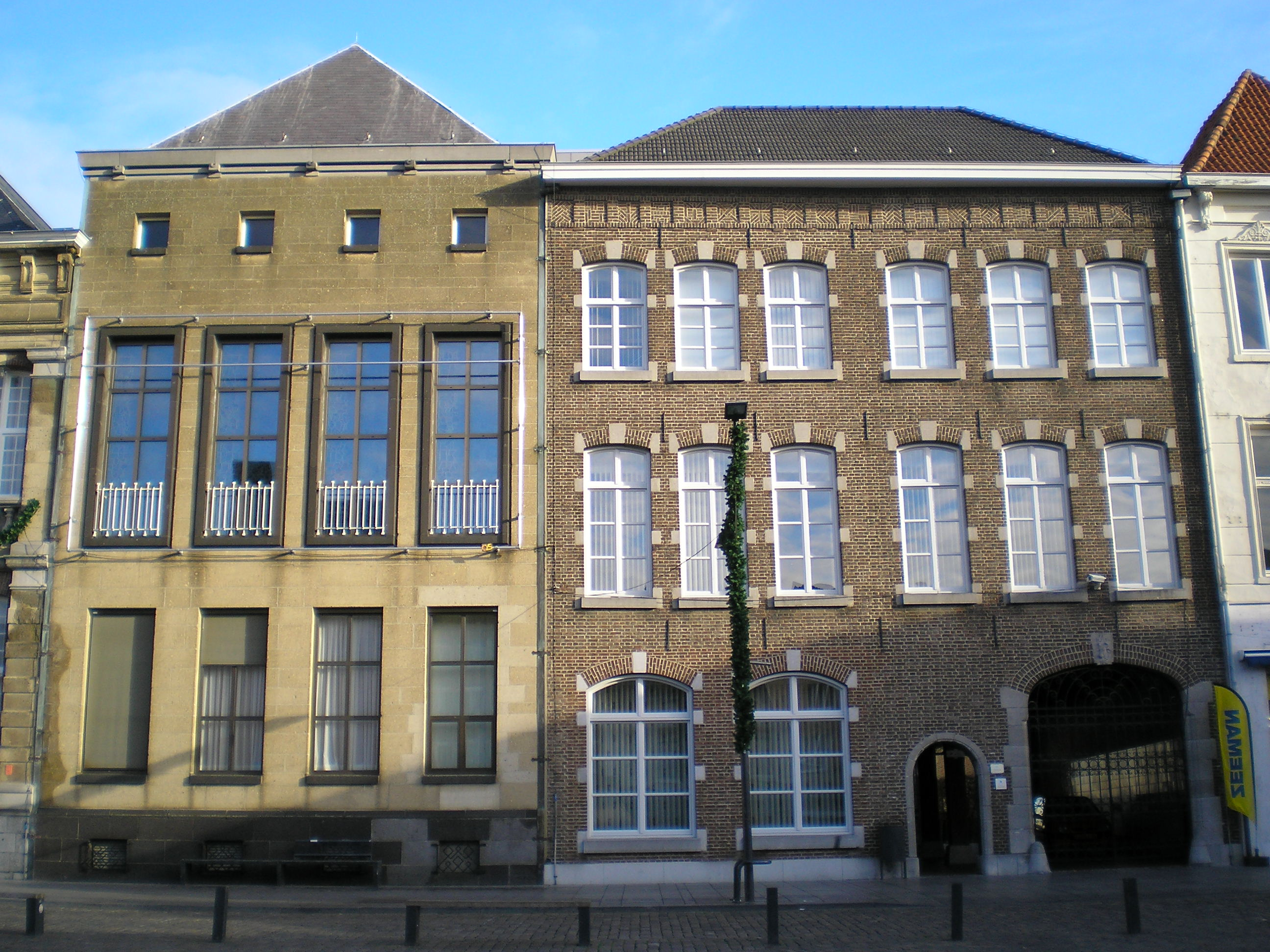
Markt 33 te Roermond (monumentaal)
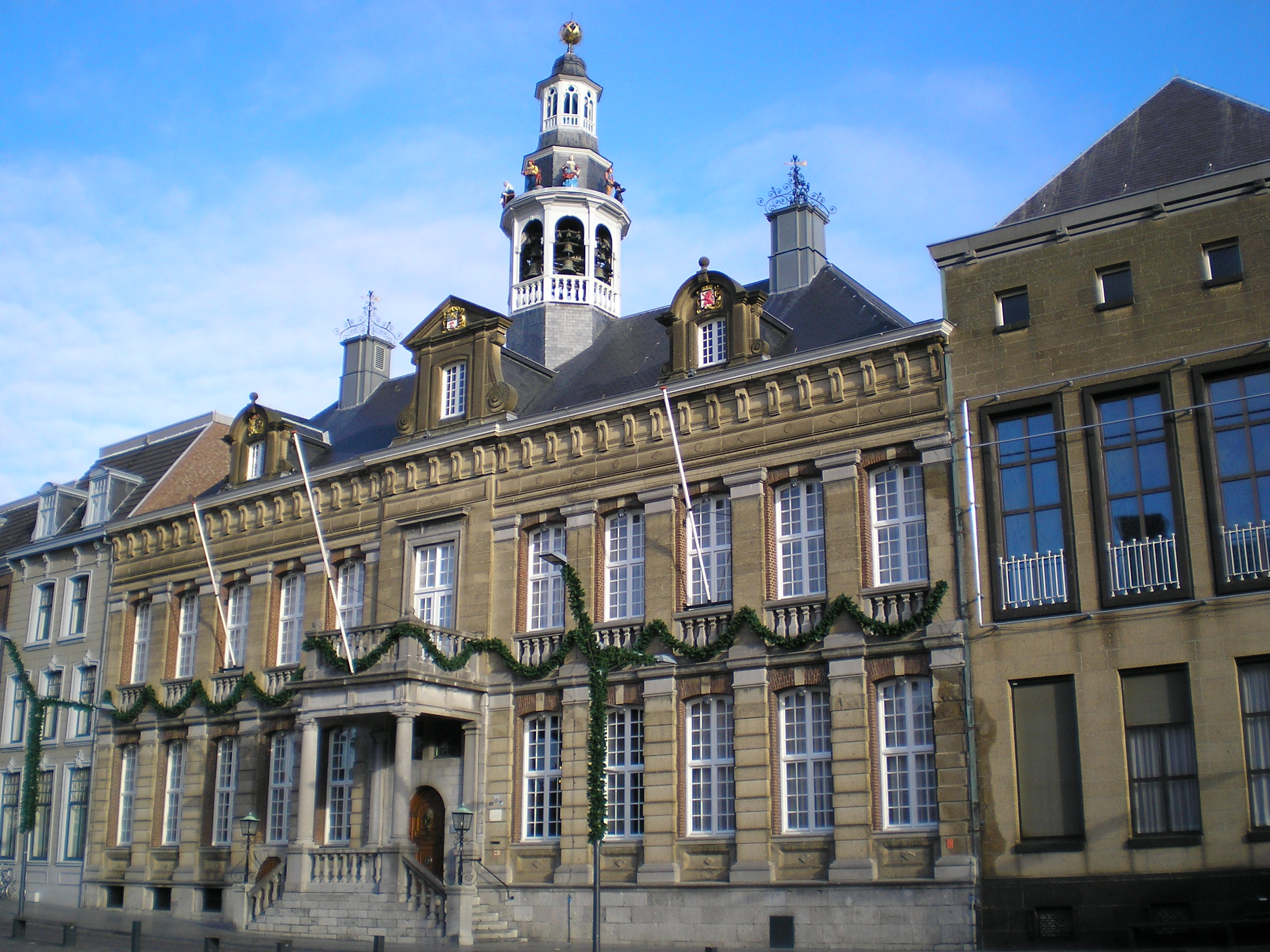
Stadhuis aan de Markt 31 te Roermond (monumentaal)
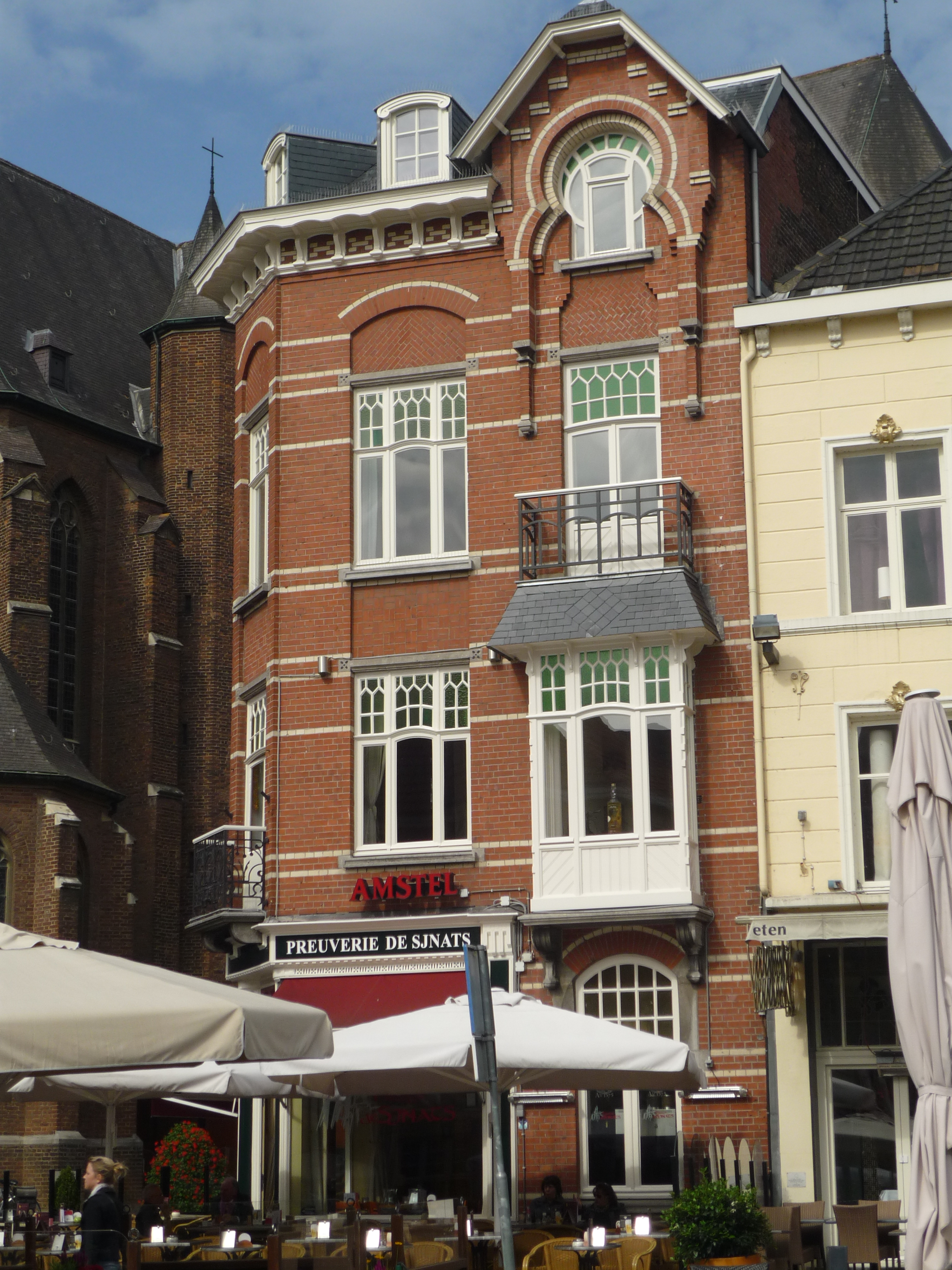
Markt 24 te Roermond (rijksmonument)
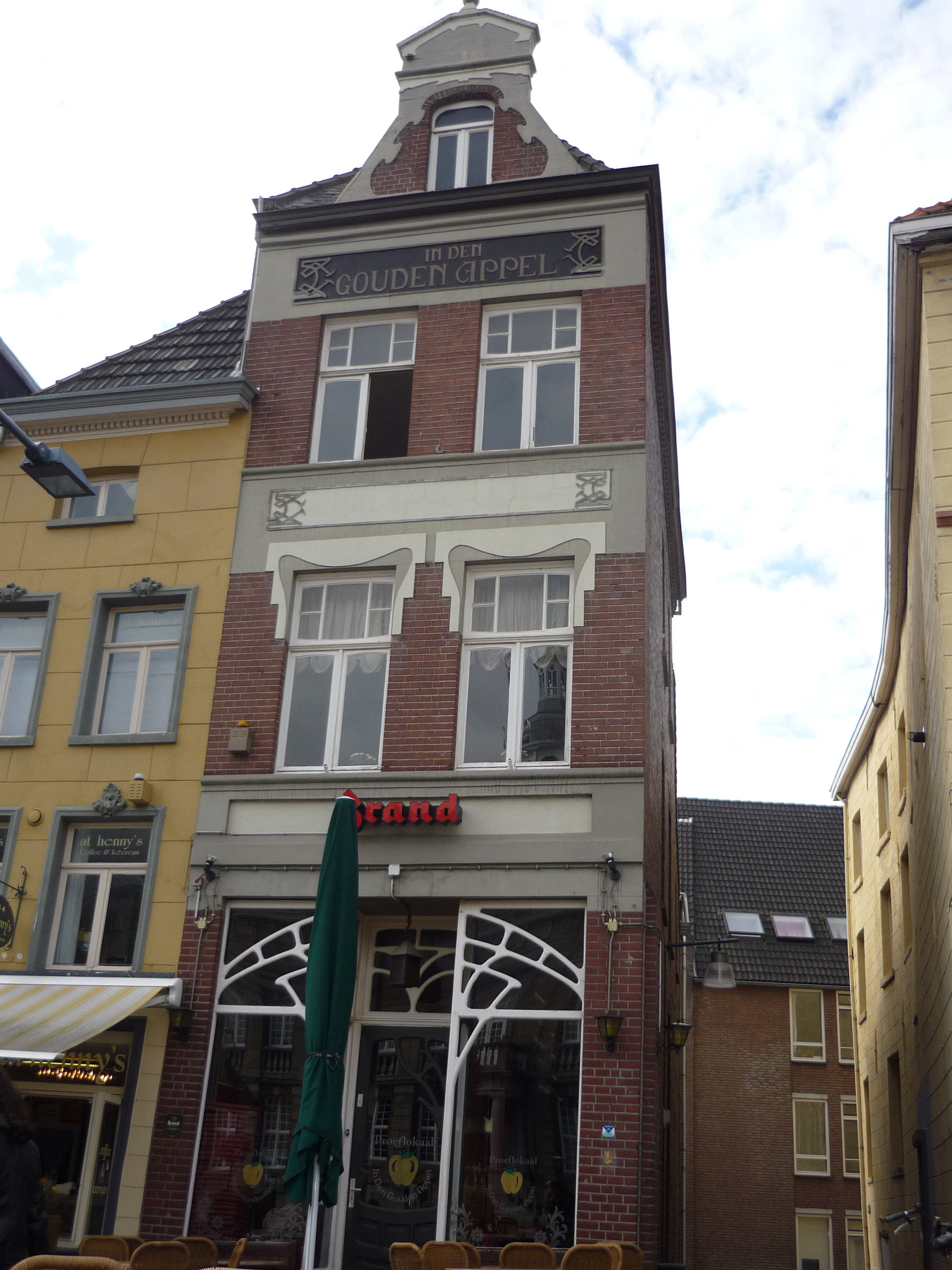
Markt 19 te Roermond (rijksmonument)
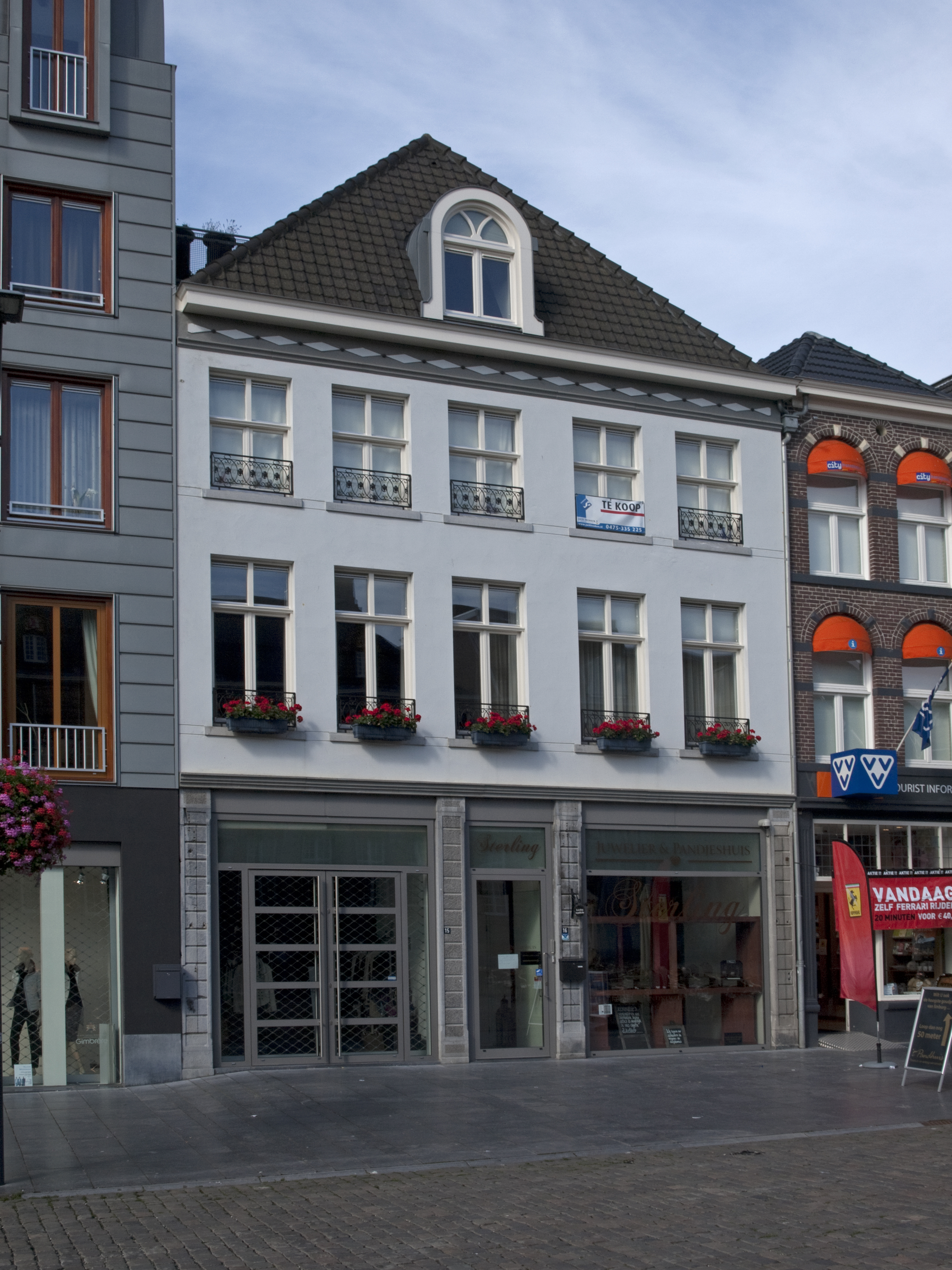
Markt 16 te Roermond (monumentaal)
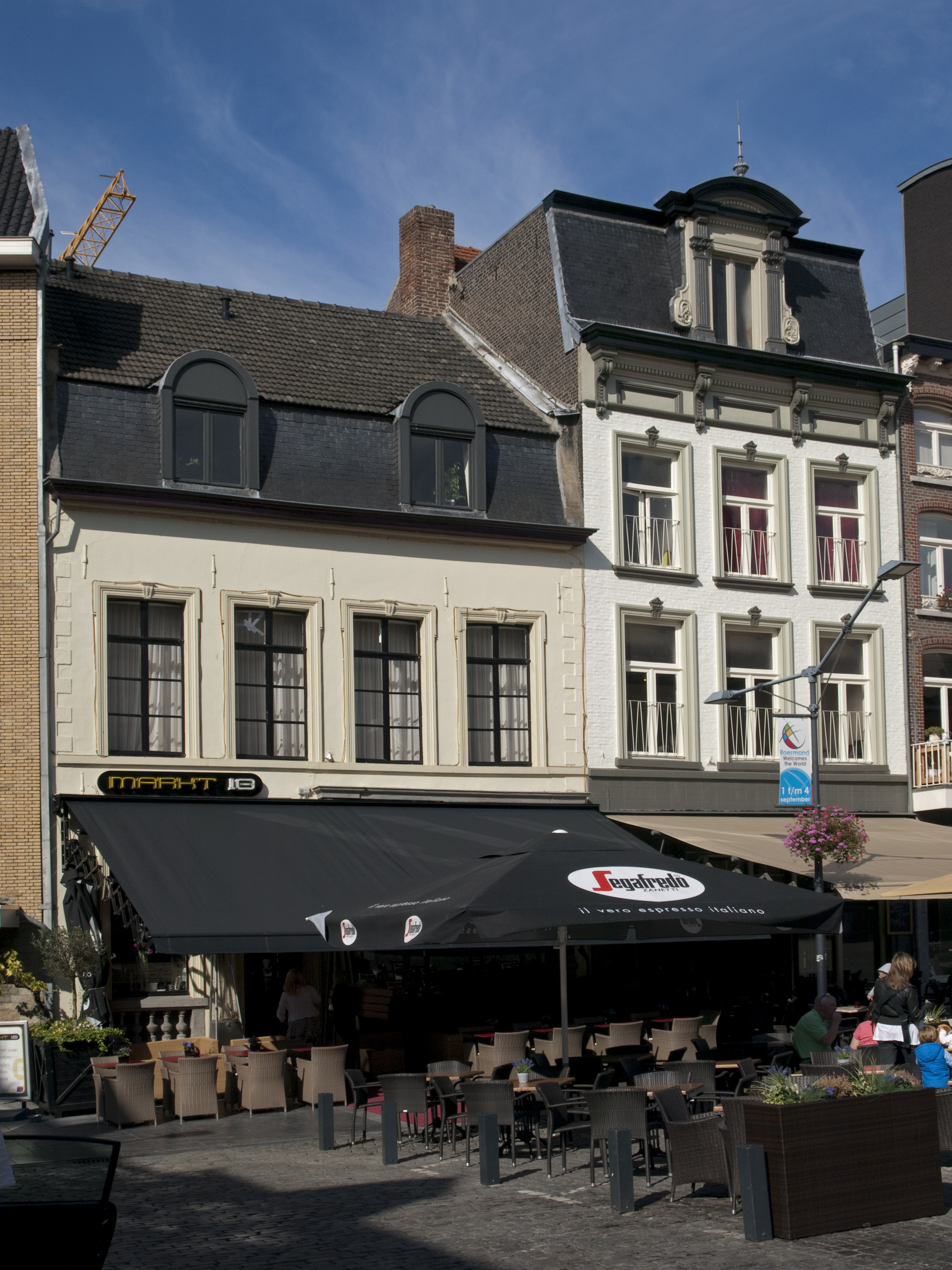
Markt 10 te Roermond (monumentaal)